# Tabanocella fenestrata
Tabanocella fenestrata är en tvåvingeart som först beskrevs av Seguy 1934.  Tabanocella fenestrata ingår i släktet Tabanocella och familjen bromsar.
Artens utbredningsområde är Madagaskar. Inga underarter finns listade i Catalogue of Life.